# George Davison
George Davison (Lowestoft, Inglaterra, 1854 - Antibes, 1930) fue un fotógrafo inglés que realizó su obra con estilo impresionista. Su fotografía Campo de cebollas está considerada por diversos historiadores como el primer reconocimiento social de la fotografía como arte. 
Nació el 19 de septiembre de 1855 en el barrio de Kirkley de la ciudad costera de Lowestoft (Suffolk) en el seno de una familia de clase media. Con 19 años comenzó a trabajar en una oficina auditora y se casó con Susannah Louisa Potter el 2 de junio de 1883 en Londres, con la que tuvo un hijo y una hija.
Se inició en la fotografía en 1885 inscribiéndose en el conocido Camera Club, del que pronto fue asistente del secretario. Ingresó en la Real Sociedad Fotográfica de Londres y con su amigo Peter Henry Emerson defendió la fotografía natural, por lo que se enfrentó a las posiciones de Henry Peach Robinson. Sin embargo, tras la conferencia titulada El impresionismo en la fotografía, Emerson se convirtió en un terrible crítico de Davison.
Fue uno de los quince fundadores de Linked Ring Brotherhood con otros fotógrafos descontentos con la Real Sociedad Fotográfica de Londres y su enfoque simplemente técnico de la fotografía.
Compró en 1892 acciones de la compañía Eastman Kodak. En 1898 George Eastman le hace director de su empresa en Gran Bretaña y con el tiempo llegó a ser el segundo accionista de Kodak, sin embargo, tuvo que dimitir en 1912 por discrepancias laborales. A partir de ese momento se dedicó a ejercer de mecenas de los artistas y colaborar en el desarrollo de proyectos con una ideología de izquierdas. En 1921 se traslada a un castillo cerca de Antibes, donde fallece el 26 de diciembre de 1930.

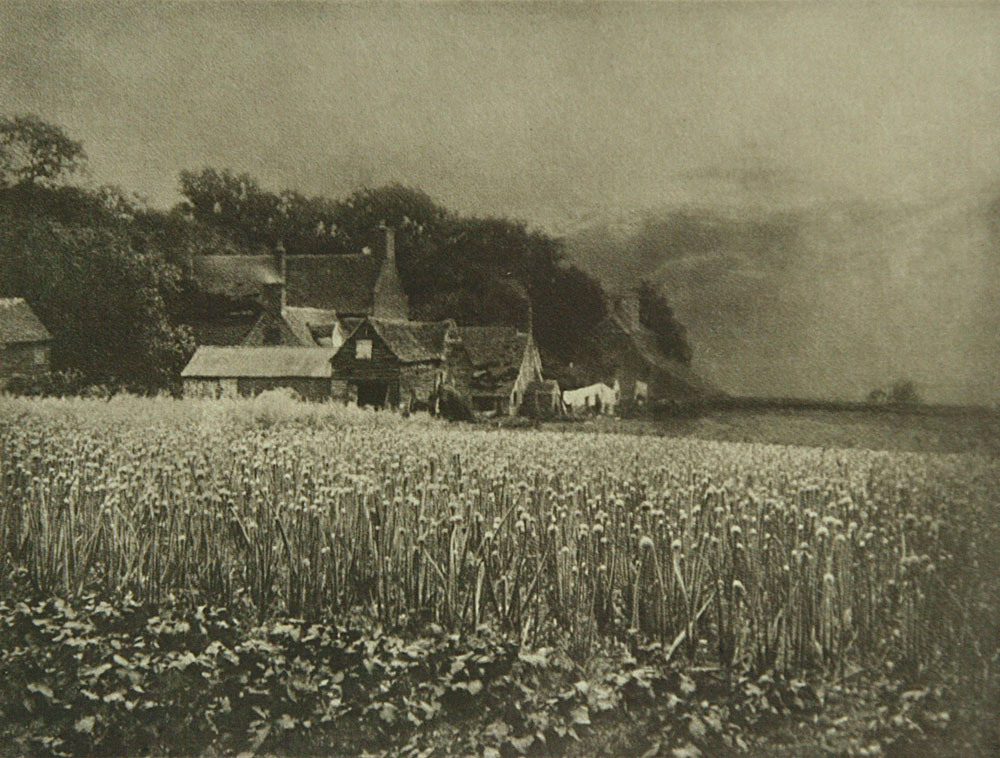
Campo de cebollas (The Onion Field).

Su obra más conocida es Campo de cebollas, tomada en 1888 y titulada inicialmente como una vieja granja fue premiada en la Real Sociedad de las Artes de Londres en 1890; esta foto la realizó con una cámara estenopeica lo que le proporcionó ese aire impresionista tan característico. Este estilo junto al de otros fotógrafos de la época dio paso al pictorialismo. La mayoría de su obra se conserva en George Eastman House en Rochester y en el Museo Nacional de Fotografía, Cine y Televisión de Bradford.